# Emir

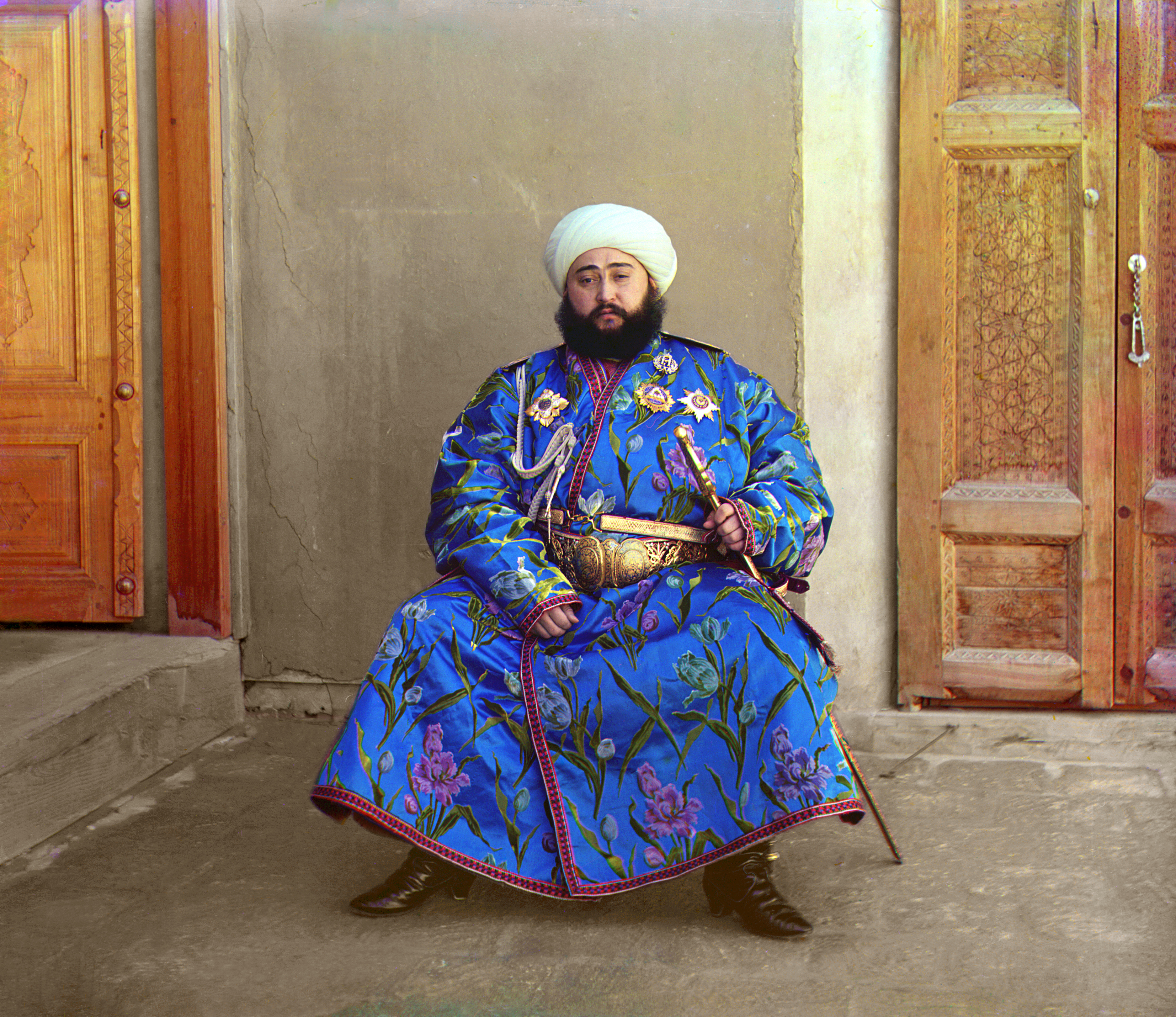
Muhammad Alimkhan, de laatste emir van Boechara (foto genomen door Sergej Prokoedin-Gorski in 1911)

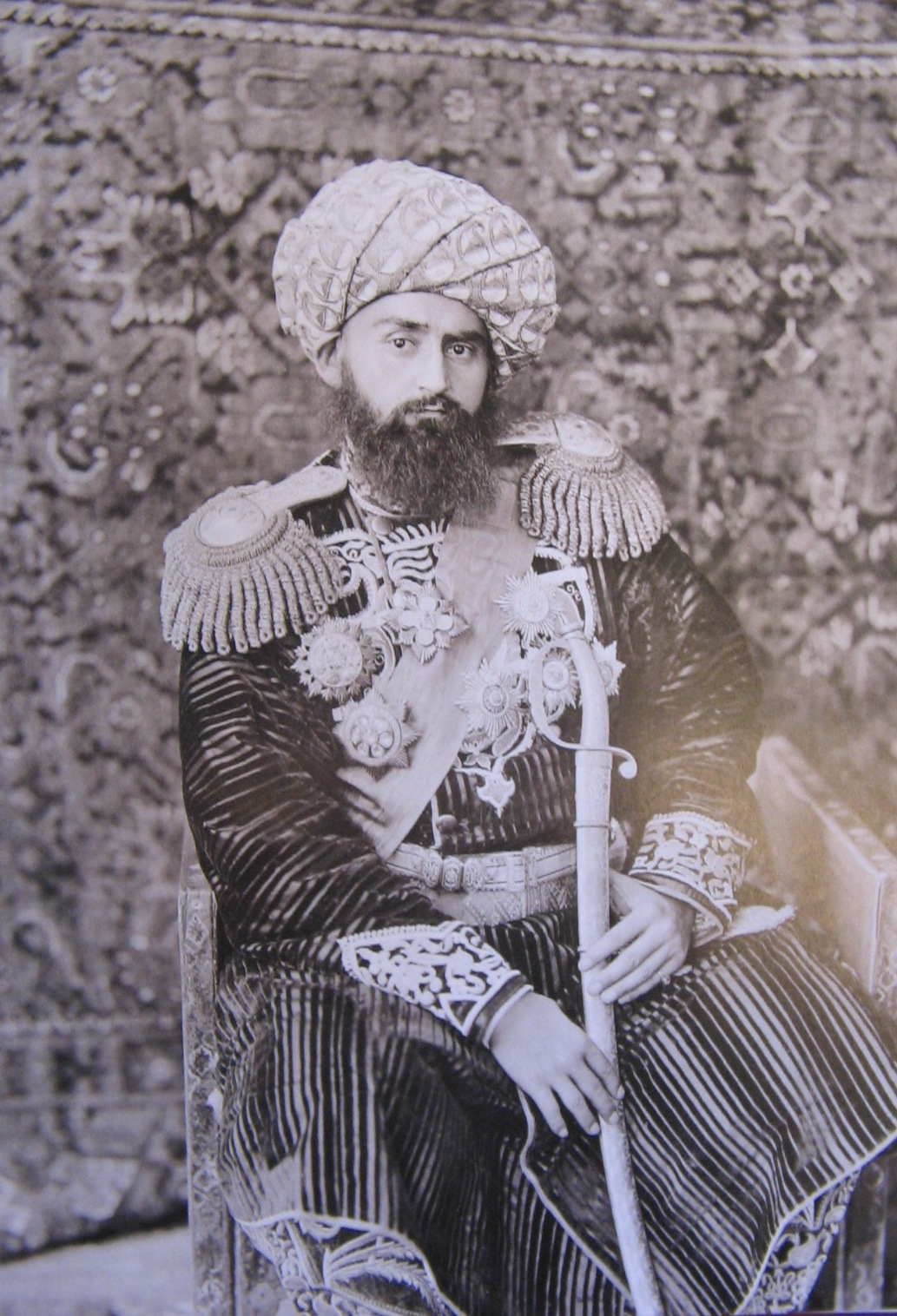
Abdulakhad (1885-1910), emir van Boechara

Emir (uitspraak: [ˈemir]; Arabisch: أمير ʾamīr) (soms ook gespeld als amir of ameer, Arabisch voor "commandant, aanvoerder, vorst, prins") is een adellijke of vorstelijke titel gebruikt in islamitische landen in het Midden-Oosten en Noord-Afrika. In deze zin noemt men een land dat door een emir geregeerd wordt een emiraat, zoals de Verenigde Arabische Emiraten.
Oorspronkelijk was het een eretitel die gegeven werd aan nakomelingen van Mohammed, via zijn dochter Fatima Zahra. In later tijden werd de titel in bredere zin gebruikt, bijvoorbeeld als titel voor stamhoofden van bedoeïenen van Arabië en edelen en functionarissen van het Ottomaanse Rijk. Ook binnen de Gouden Horde en bij de Moren in Spanje werd de titel gebruikt.
De kaliefen gebruikten de titel emir al-mu'menin, "Aanvoerder van de Gelovigen". De westerse term admiraal komt van de Arabische uitdrukking amir al-bahr, "zee-commandant".
De titel emir wordt sinds hun onafhankelijkheid (1961) ook door de al-Sabah-dynastie van Koeweit gebruikt om de heersende monarch aan te duiden. Daar wordt in het Engels altijd de spelling amir gebruikt. Op dezelfde wijze gebruikt ook Qatar de titel sinds 1971. Bahrein gebruikte de titel tussen 1971 en 2002.
Een andere betekenis van het woord in het Arabisch is "prins", een mannelijke nakomeling van een vorst. Soms heeft het de betekenis "kroonprins". Een voorbeeld hiervan is "emir Abdoellah", de titel van Koning Abdoellah, zoon van Koning Hoessein van Jordanië, voordat hij gekroond werd.
Het woord emir wordt in minder formele zin ook gebruikt voor leiders in bepaalde context. Zo wordt de leider van een groep pelgrims naar Mekka een emir hadj genoemd.